# Ternstroemia macrocarpa
Ternstroemia macrocarpa är en tvåhjärtbladig växtart som beskrevs av José Jéronimo Triana och Planch. Ternstroemia macrocarpa ingår i släktet Ternstroemia och familjen Pentaphylacaceae. Inga underarter finns listade i Catalogue of Life.